# Pilar Hidalgo Iglesias
Pilar Hidalgo Iglesias (Cee, 3 de maig de 1979) és una triatleta espanyola.

## Palmarès internacional

### Acuatló
- Campionat Mundial d'Acuatló
  - 2000: medalla d'or individual.[2]

### Triatló
- Campionat Europeu de Triatló
  - 2004: medalla de bronze individual.[3]